# 9K33 Osa

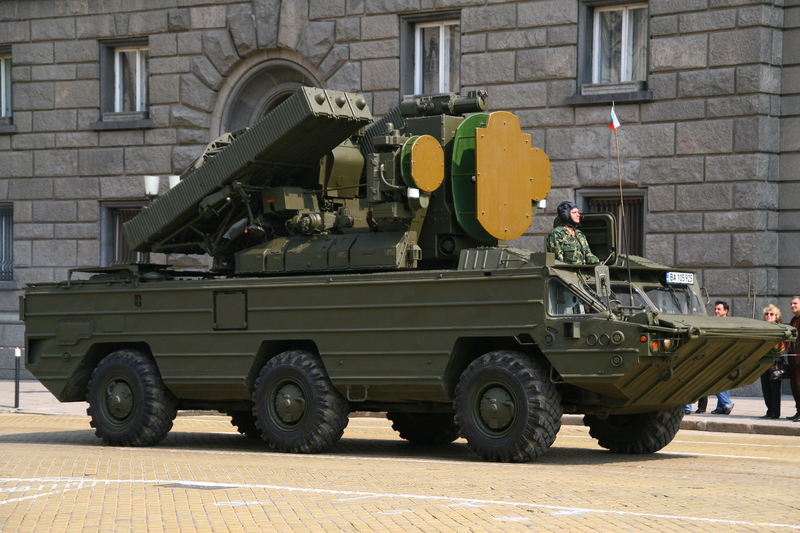
En 9K33M2 Osa-AK med sex robotar i avfyringstuber. Luftspaningsradarn är nedsänkt i transportläge.

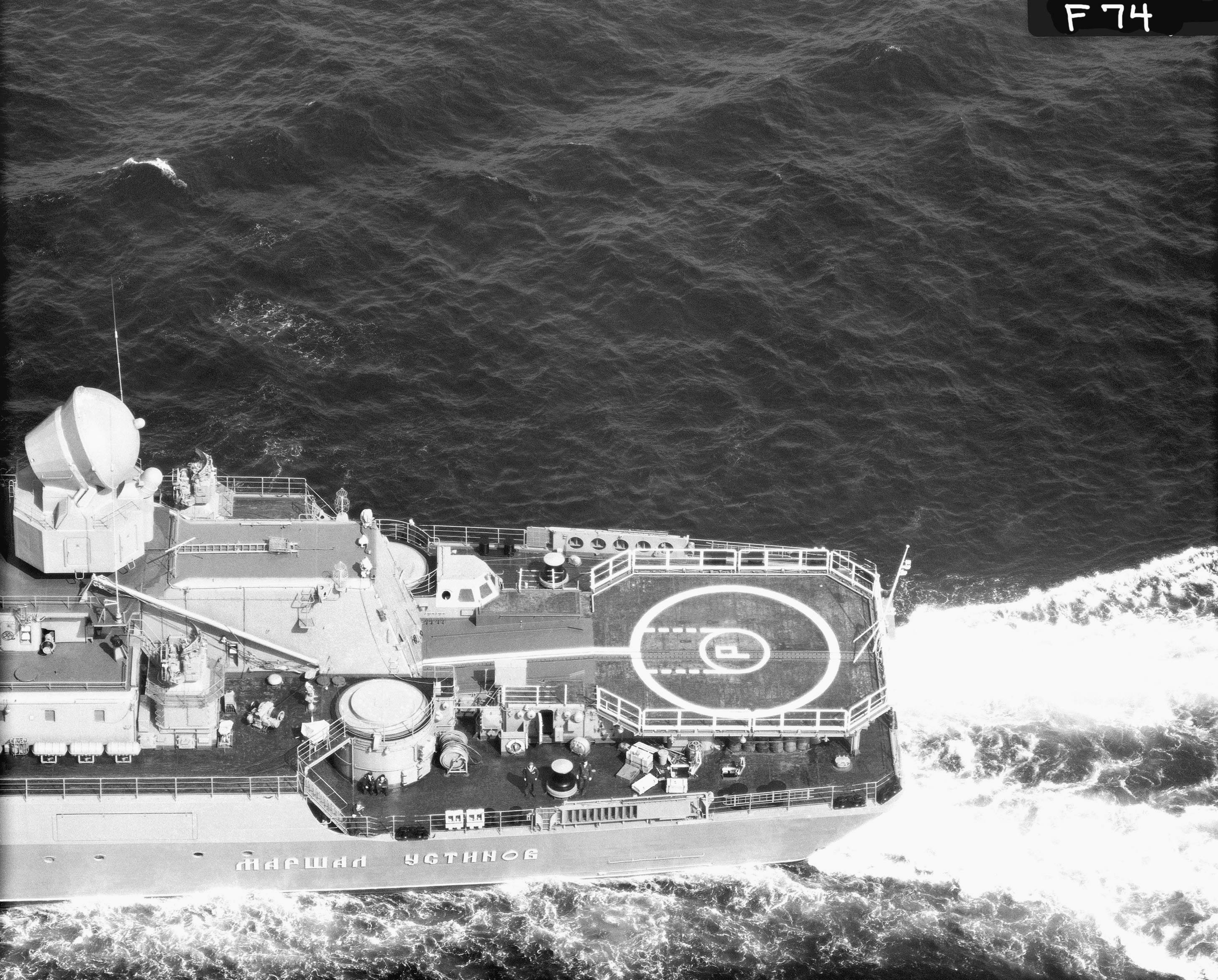
Kryssaren Marshal Ustinov har en 9K33M Osa-M på var sin sida om helikopterhangaren. Lavetterna är nedsänkta i cirkulära brunnar för att skydda dem mot väder och vind.

9K33 "Osa" (ryska: 9К33 Оса (Geting), NATO-rapporteringsnamn: SA-8 "Gecko") är ett självtransporterande stationärt luftvärnsrobotsystem utvecklat i forna Sovjetunionen. 
9K33 var det första självtransporterande stationära luftvärnsrobotsystemet där man försett robotavfyrningsplattformen med ett eget radarsystem (spaningsradar och eldledningsradar), sedermera benämnt robotavfyrningsplattform med radar (engelska: Transporter Erector Launcher And Radar, kort TELAR).

## Utveckling
27 oktober 1960 beslutade Sovjetunionens ministerråd att utvecklingen av ett självgående och autonomt luftvärnssystem med semiaktiv radarmålsökare som komplement till 9K31 Strela-1 som hade infraröd målsökare. Utvecklingen var delvis inspirerad av det senare nedlagda amerikanska luftvärnssystemet MIM-46 Mauler. Från början tänkte man skala ner robotarna från systemet 2K12 Kub till 60–65 kg för att omladdning i nödfall skulle kunna ske med muskelkraft. Det visade sig snart att varken målsökaren eller raketmotorn som krävdes för att uppfylla kraven på räckvidd skulle få plats i en så liten robot. Man frångick också planerna på en ramjet-motor eftersom roboten var för liten för att utnyttja fördelarna med ramjet-drift. Ingen tillgänglig raketmotor kunde dock leverera den önskade specifika impulsen på 250 s utan maximum låg runt 230–240 s.
1962 hade systemet fortfarande inte lämnat ritbordet, mest beroende på de oförenliga kraven på vikt och räckvidd. 7 september 1964 beslutades att man skulle bortse från de ursprungliga specifikationerna och dubblerade robotens maxvikt till 110–115 kg. Den semiaktiva radarmålsökaren slopades också till förmån för ett enklare system där roboten fjärrstyrdes av en operatör i robotavfyrningsplattformen. Den totala vikten av robotsystemet med robotar, radar, operatörer och elektronik skulle hamna runt 4,5–6 ton vilket var mer än vad till exempel MT-LB eller BTR-60 kunde bära, i synnerhet som systemet även skulle kunna vara amfibiskt. Därför valdes den sexhjulsdrivna amfibielastbilen BAZ-5937 som plattform för systemet.
Under 1970 och 1971 utfördes provskjutningar med en robot kallad 9M33 som uppfyllde de nya specifikationerna och 4 oktober 1971 antogs systemet i tjänst i Röda armén. Samtidigt antogs även den marina versionen 9K33M Osa-M (NATO-rapporteringsnamn SA-N-4 Gecko) av Sovjetiska flottan.
Ungefär samtidigt som den första versionen togs i tjänst påbörjades utvecklingen av en ny version. De största skillnaderna var att robotarna nu skyddades av fyrkantiga avfyringstuber och att lavetten byggdes om för att ta sex robotar i stället för fyra som tidigare. Ett förbättrat styrsystem ökade robotens räckvidd till 10 km och gjorde att den kunde träffa snabbare mål. Snabbare elektronik minskade samtidigt minimiräckvidden till 1,5 km. Den nya versionen fick beteckningen 9K33M2 Osa-AK.
1977 påbörjades utvecklingen av ytterligare en förbättrad version kallad 9K33M3 Osa-AKM. Förändringarna var främst avsedda att öka träffchansen mot helikoptrar och mål nära marken. Roboten försågs därför med ett nytt zonrör och skytten kunde nu även styra roboten med bildförstärkare och inte enbart med radar.

## Konstruktion

### Robotavfyrningsplattform
9K33-systemets robotavfyrningsplattform benämns 9A33 och är baserad på en sexhjulsdriven amfibielastbil med beteckning BAZ-5937. I lastutrymmet finns eldledningsdatorn och konsoler för beräkningschef, radaroperatör och robotoperatör. Ett vridbart torn med radar och robotar är monterat ovanpå. Robotavfyrningsplattformen har också en gasturbin som APU för att generera elkraft till radarn och övrig elektronik även när plattformen står still.

#### Radarsystem
9A33-plattformen har två radartyper; en roterande spaningsradar som roterar och skannar av det omliggande luftrummet efter flygmål, och en eldledningsradar som låser luftmål som hittats av spaningsradarn och skickar måldata till måldatorn och eldledningsdatorn. NATO:s rapporteringsnamn för radarsystemet är Land Roll. Två mindre antenner på var sin sida om eldledningsradarn är för styrning av robotarna. Systemet kan styra två robotar samtidigt.
Spaningsradarn roterar med 33 rpm och har en uteffekt på 250 kW. Den kan upptäcka mål på upp till 40 kilometers avstånd. 
Eldledningsradarn är fast monterad i höjdled, men roterar med tornet i sidled. Den har en uteffekt på 200 kW och kan låsa mål på upp till 23 kilometers avstånd.

#### Robot
9A33-plattformen är utformad för att bära och skjuta roboten 9M33. Roboten är spinnstabiliserad och fenorna kan rotera fritt runt raketmotorns utblås. Roboten fjärrstyrs automatiskt genom att robotavfyrningsplattformens eldledningsdator jämför bäring och vinkelförskjutning mellan roboten och målet. Mot mål på låg höjd avfyras roboten i en låg kastbana och anfaller målet uppifrån för att minska målets möjlighet att manövrera sig fri och undvika att zonröret utlöses av markekon.

### Ammunitionshanteringsfordon
9K33-systemets ammunitionshanteringsfordon benämns 9T217 och är baserat på samma chassi som robotavfyrningsplattformen 9A33. 9T217 används för att ladda och tanka 9A33-plattformarna. Det har plats för tolv robotar och en kran för att lyfta över dem till robotavfyrningsplattformarna. I transportläge är kranen dold under ett kapell av presenning och stålrör. Den har också en extra dieseltank för att kunna tanka robotfordonen.

### Stridsledning
Stridsledning för 9K33 utförs av ett stridsledningsfordon benämnt PU-12M, vilken är baserad på BTR-60. PU-12M som kan förse 9K33 luftvärnsbatterier med ytterligare luftbevakningsinformation från andra enheter som P-40 eller P-15. 

### Systemuppsättning
Ett 3K33-batteri består normalt av:
- 4 × 9A33 luftvärnsrobotavfyrningsplattform med radar
- 2 × 9T217 ammunitionshanteringsfordon (laddning och tankning)
- 1 × PU-12M stridsledningsfordon
- 2 × 9V242 test- och reparationslastbilar
- 1 × 9G22M1 kompressor- och tryckluftslastbil

## Varianter
- 9K33 Osa – Första systemet med 9M33-robotar. Togs i tjänst 1972.
- 9K33M Osa-M – Marin version används ombord på kryssarna av Berjut B-, Atlant-, Kretjet- och Orlan-klass samt fregatter av Burevestnik-klass.
- 9K33M2 Osa-AK – Nya lavetter för sex robotar i stället för fyra. Robotarna avfyras från avfyringstuber.
- 9K33M3 OSA-AKM – Förbättringar för att kunna verkat mot mål på låg höjd, bland annat nytt zonrör och förbättrat sikte.

## Användning
9K33 har exporterats till ett flertal länder, bland andra Indien, Irak, Kuba, Polen, Syrien och Östtyskland. På 1980-talet skickade Kuba att antal system till Angola för att bryta Sydafrikas luftherravälde. 3 oktober 1987 erövrade sydafrikanska trupper ett komplett 9K33-system vid slaget om Cuito Cuanavale. Det var första gången västmakterna fick tillgång till ett 9K33-system. Robotsystemet har även använts av Syrien mot Israels flygvapen över Libanon och av både Georgien och Ryssland under Kriget i Georgien 2008.